# Walrosselfenbein

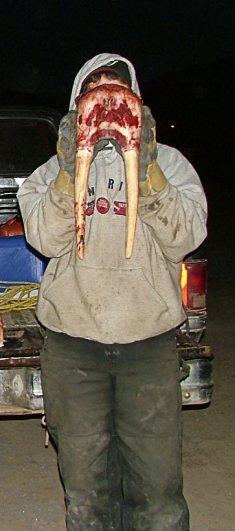
Frisches Walrosselfenbein eines subadulten Tieres (2013)

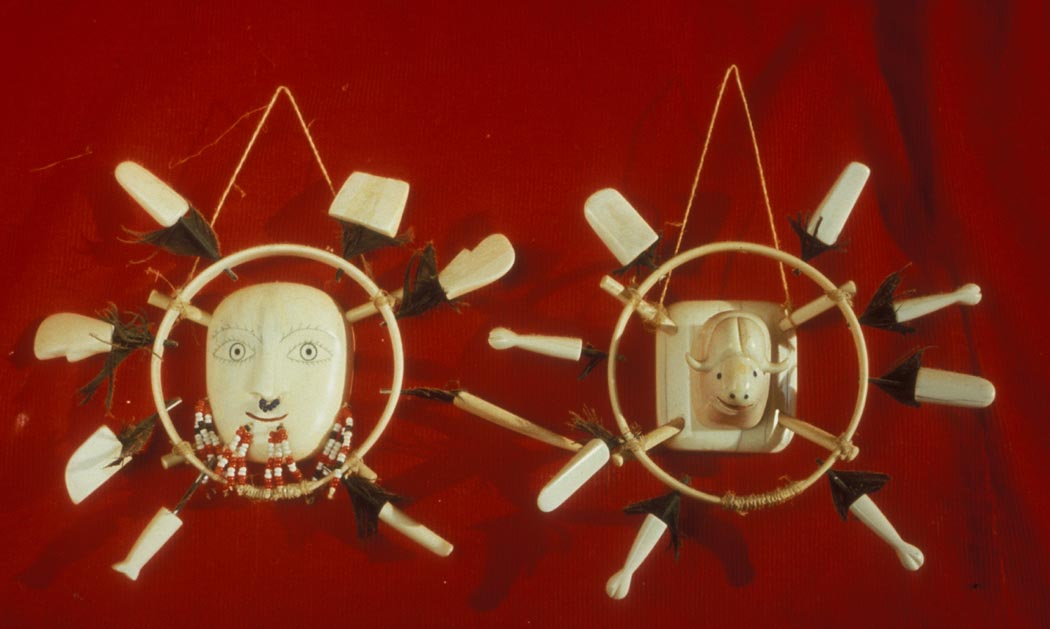
Masken, Yupik, Alaska

Walrosselfenbein oder Walrosszahn ist die Bezeichnung für die Stoßzähne eines Walrosses. Diese können bis zu etwa einem Meter lang werden.

## Geschichte
Seit der Besiedelung der Arktis wurde Walrosselfenbein von den dortigen Völkern genutzt als Baumaterial, für kultische oder andere Zwecke.
Mit dem Beginn der Metallzeiten ging die Bedeutung der Walrosszähne für die Werkzeugherstellung allmählich zurück. Diejenigen Völker, die traditionell die Jagd auf Walrosse betrieben, beispielsweise die Inuit, Inupiaq, Yupik, Tschuktschen und Korjaken, waren es allerdings gewöhnt, alle Teile der erlegten Tiere zu verwerten. Die Zähne fanden vermehrt Verwendung für Schmuck- und Kunstgegenstände. Dabei entstanden künstlerisch hochwertige Objekte. Bis heute erhalten sind z. B. über 3.000 Jahre alte bildliche Darstellungen des Walfangs auf Walrosszähnen aus der Tschuktschensee.
Um das Jahr 500 stieg die Bedeutung von Walrosselfenbein als Handelsgut sprunghaft an, da das Byzantinische Reich kaum mehr Elefantenelfenbein nach Europa lieferte, sondern selbst verwertete. Die Wikinger übernahmen den Handel und schmückten damit ihre Helme als Statussymbole. Seit dem 8. Jahrhundert blieben nach der muslimischen Eroberung Nordafrikas die Lieferungen aus dem Orient schließlich gänzlich aus, so dass im 11. und 12. Jahrhundert im angelsächsischen und nordeuropäischen Raum praktisch überhaupt nur noch Walrosselfenbein verfügbar war.
Mit dem Beginn des Kolonialismus ging die Bedeutung von Walrosselfenbein rapide zurück, da Elefanten-Elfenbein wieder in großen Mengen über Valencia und Lyon, die damaligen Drehscheiben des weltweiten Elfenbeinhandels, nach Europa geliefert wurden.
In Russland hatte die Walrossjagd in den 1960er Jahren keine nennenswerte wirtschaftliche Bedeutung mehr. Die Bestände wurden zum Ende der 1980er Jahre auf etwa 300.000 pazifische und etwa 50.000 atlantische Walrosse geschätzt.
1973 wurde mit dem Washingtoner Artenschutzübereinkommen die Bejagung der bestandsgefährdeten Walrosspopulationen zunächst untersagt; diese ist seither nur noch den Eskimos erlaubt. In Russland wurden 1975 äußerst ähnliche Bestimmungen eingeführt. Seit 1979 bestehen in den Unterzeichnerländern zusätzliche Importverbote für Walrosselfenbein, um der Wilderei und Trophäenjagd Einhalt zu gebieten.

## Gegenwart
Von den Vereinten Nationen ist der Handel mit Walrosselfenbein beschränkt worden, was zu einer deutlichen Erholung der Bestände beiträgt. Der weltweite Handel ist hierdurch praktisch zum Erliegen gekommen.
Für einige nordische Völker, denen die Jagd weiterhin erlaubt ist, sind die Herstellung und der Verkauf von Elfenbeinschnitzereien jedoch bis heute eine wichtige Einnahmequelle geblieben. Besonders erwähnenswert sind hierbei filigran gestaltete Messer- und Pistolengriffe, die in Jagd- und Sammlerkreisen zu Preisen gehandelt werden, die den Marktwert der damit verzierten Blank- und Schusswaffen häufig um Zehnerpotenzen erhöhen. Zusätzliche Einnahmequellen werden aus der Verpachtung von Jagdlizenzen der Eingeborenen an touristische Großwildjäger generiert. Diese erzielen heutzutage etwa 8 % der Abschussquoten und umgehen häufig die verhängten Importverbote ihrer Heimatländer durch die Anfertigung von Abgüssen ihrer Jagdtrophäen (Beutetierschädel). Bejagt werden heute aus Prestigegründen meist nur die stattlichen und oft hochbetagten Leitbullen der jeweiligen Walrosskolonien, die den Jägern zur Verteidigung ihrer Kolonien häufig sogar entgegenschwimmen.

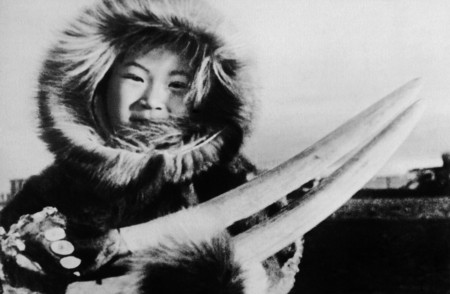
Walrosselfenbein aus Sibirien
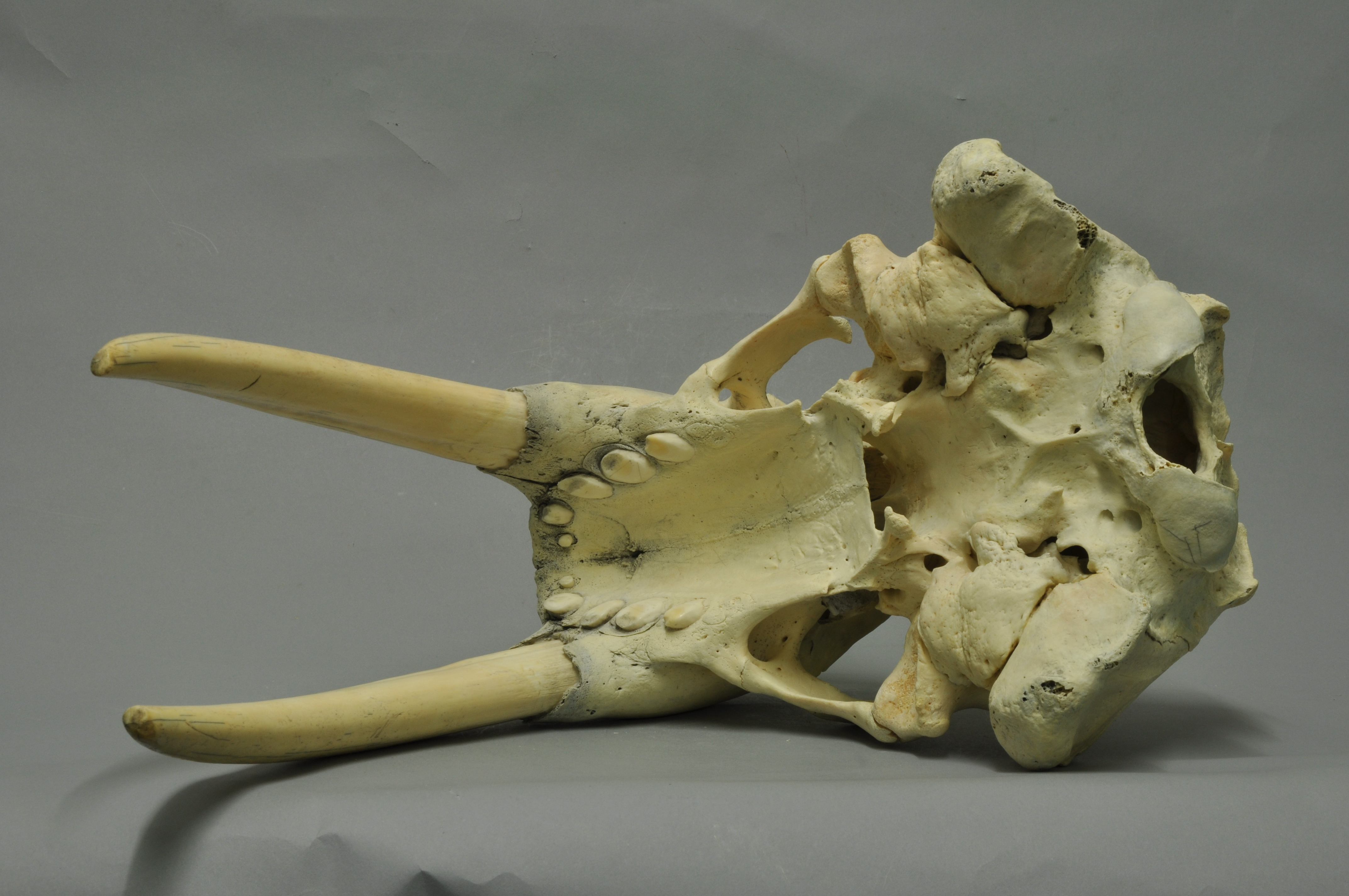
Jungtierschädel
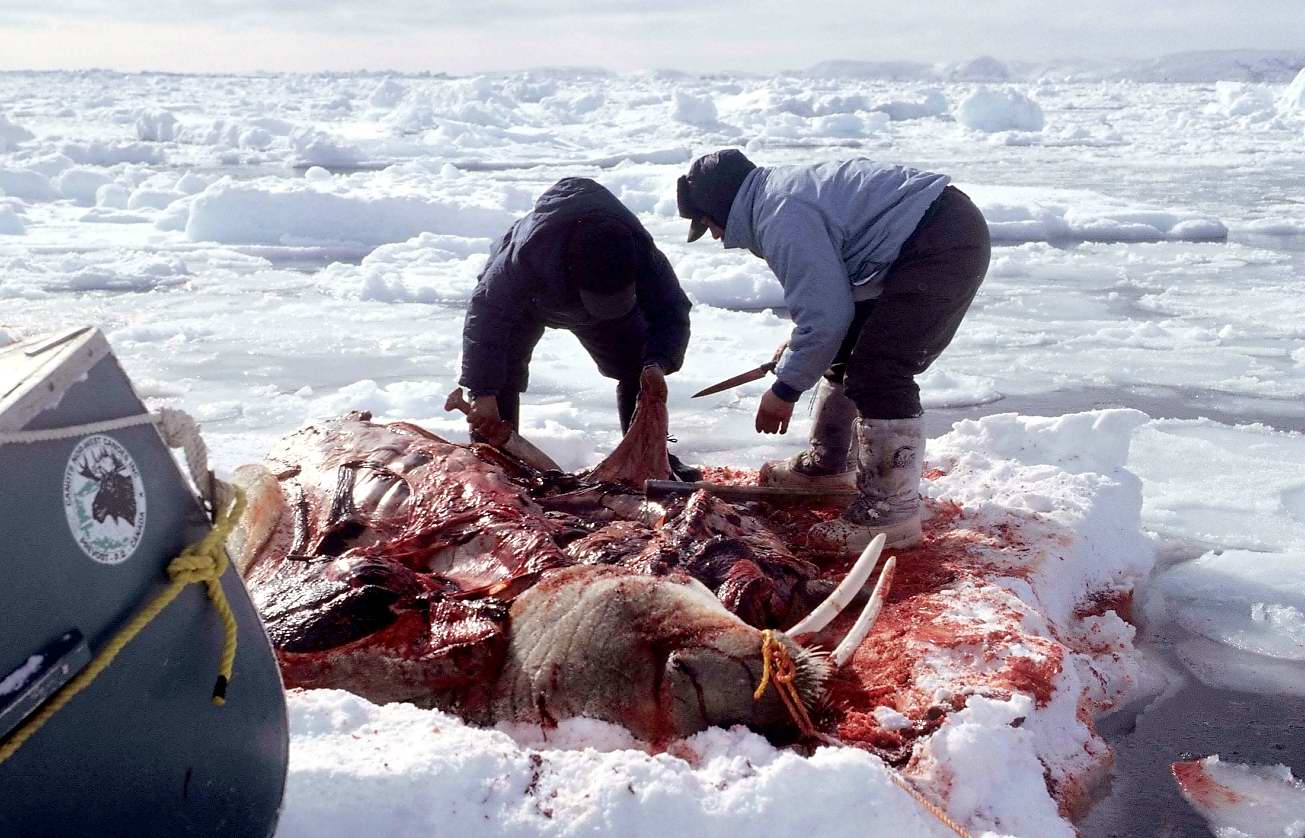
Walross-Schlachtung (1999)

## Kunst

### Arktische Völker
Von den arktischen Völkern wurden aus Walrosselfenbein künstlerisch hochwertige Bearbeitungen und Schnitzereien hergestellt. Heute ist das kommerzielle Interesse an Kunstwerken aus Walrosselfenbein hoch (vgl. Tupilak).

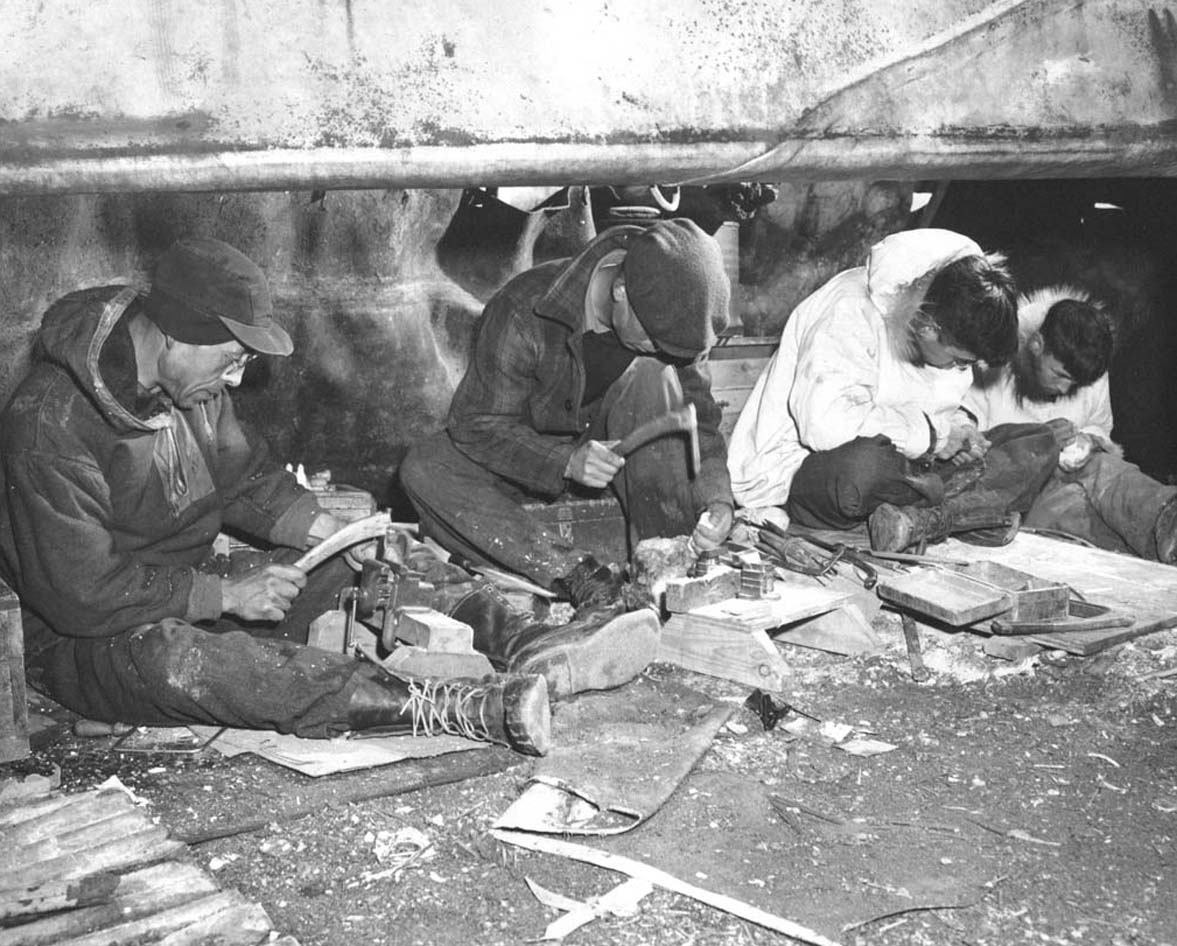
Eskimos beim Gravieren, 1949
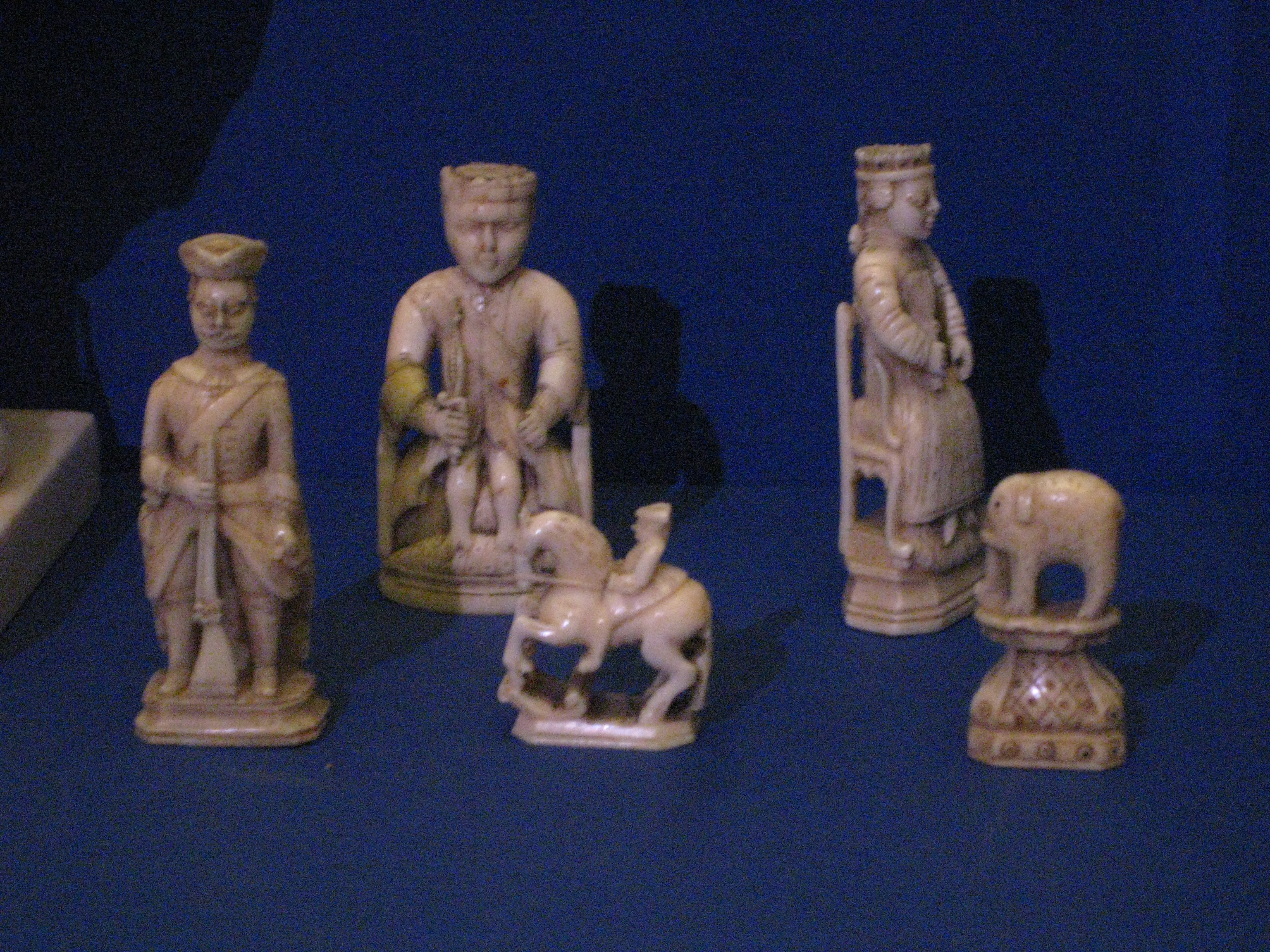
Schachfiguren, Russland, 18. Jhd.
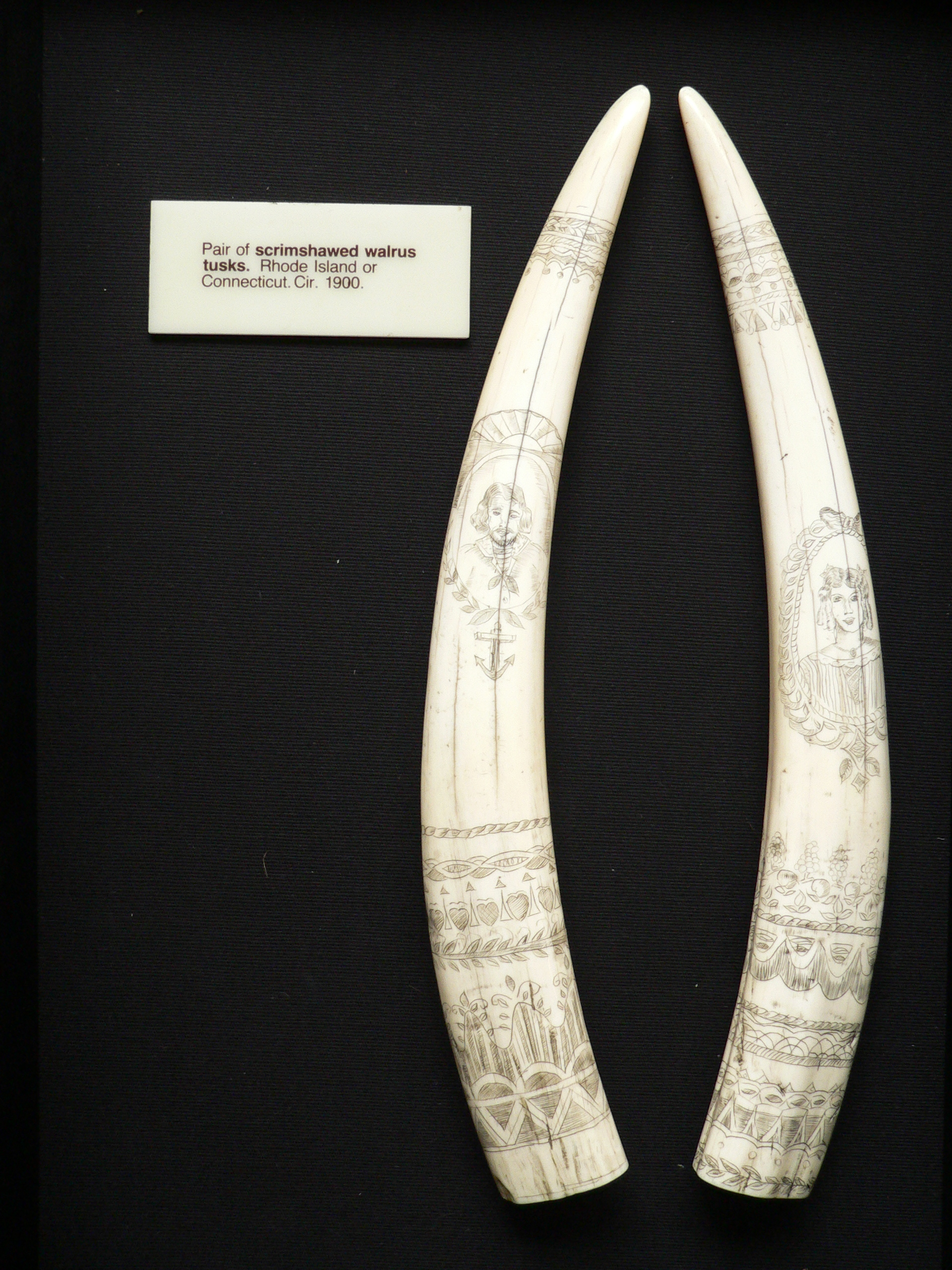
Gravuren, 1900
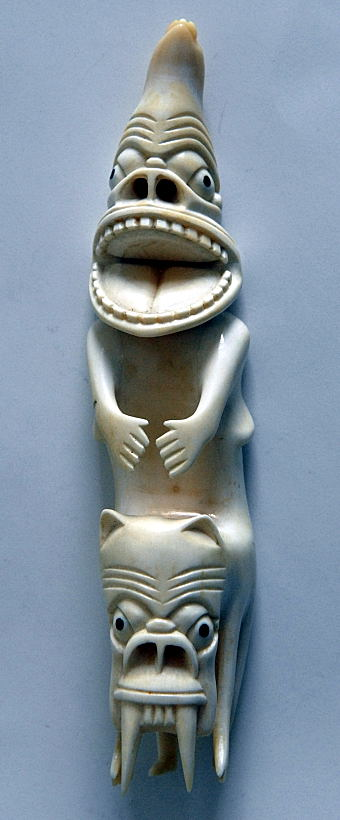
Tupilak, Grönland
Gravur, Walfangszene

### England und Skandinavien
Auf den Britischen Inseln und in Skandinavien entstanden seit dem Frühmittelalter auch Gebrauchsgegenstände wie Messergriffe, Haarbürsten, Schuhlöffel und Manschettenknöpfe aus Walrosselfenbein. Weiterhin sind Buchdeckel, Kreuze, figürliche Darstellungen und Schachfiguren (Lewis-Schachfiguren) sowie Billardkugeln bekannt. Vor allem in Adelskreisen beliebt und hoch geschätzt sind die kunstvoll geschnitzten Pistolengriffe und Schafteinlagen von Jagd- und Duellwaffen geblieben.

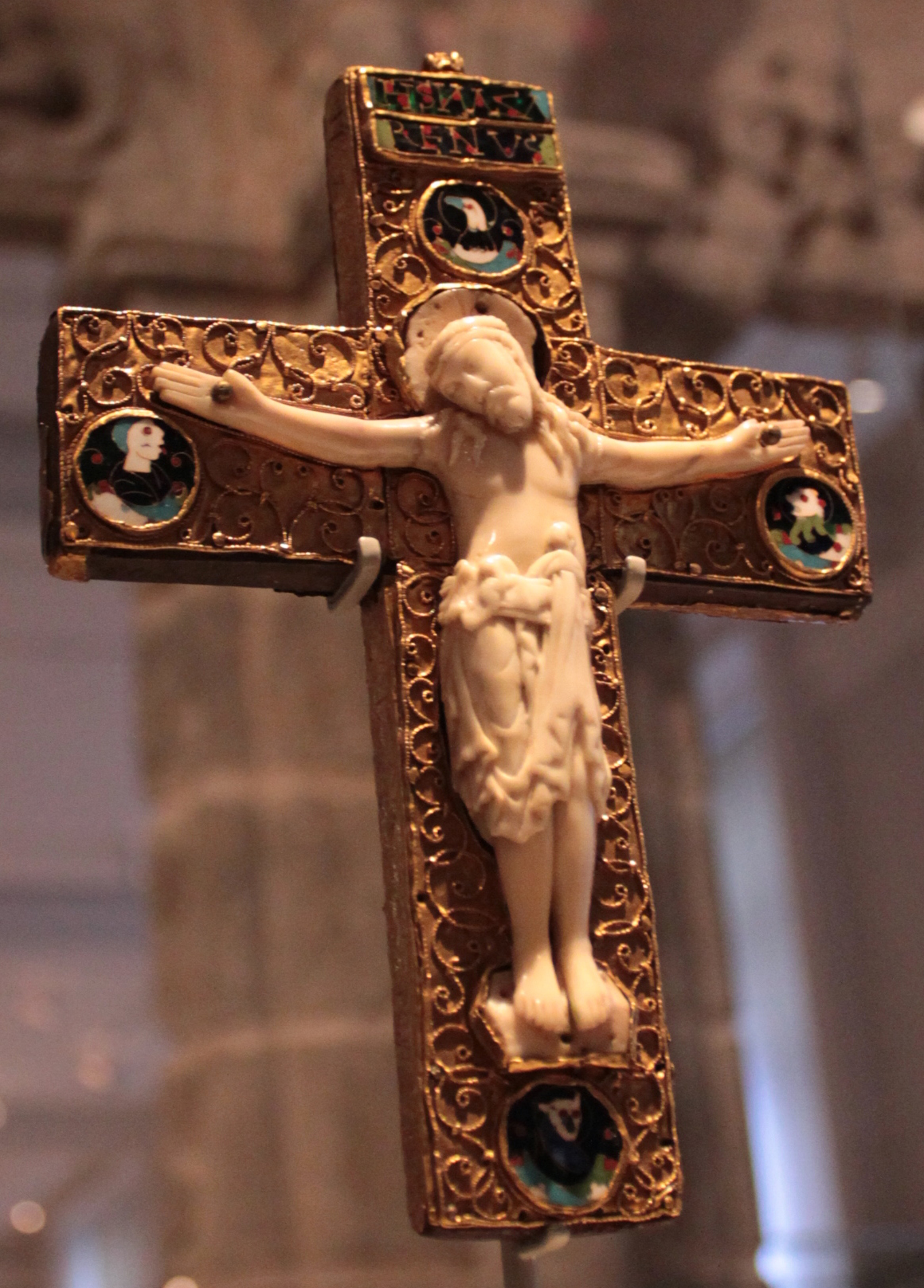
Reliquienkreuz, England, 10. Jhd.
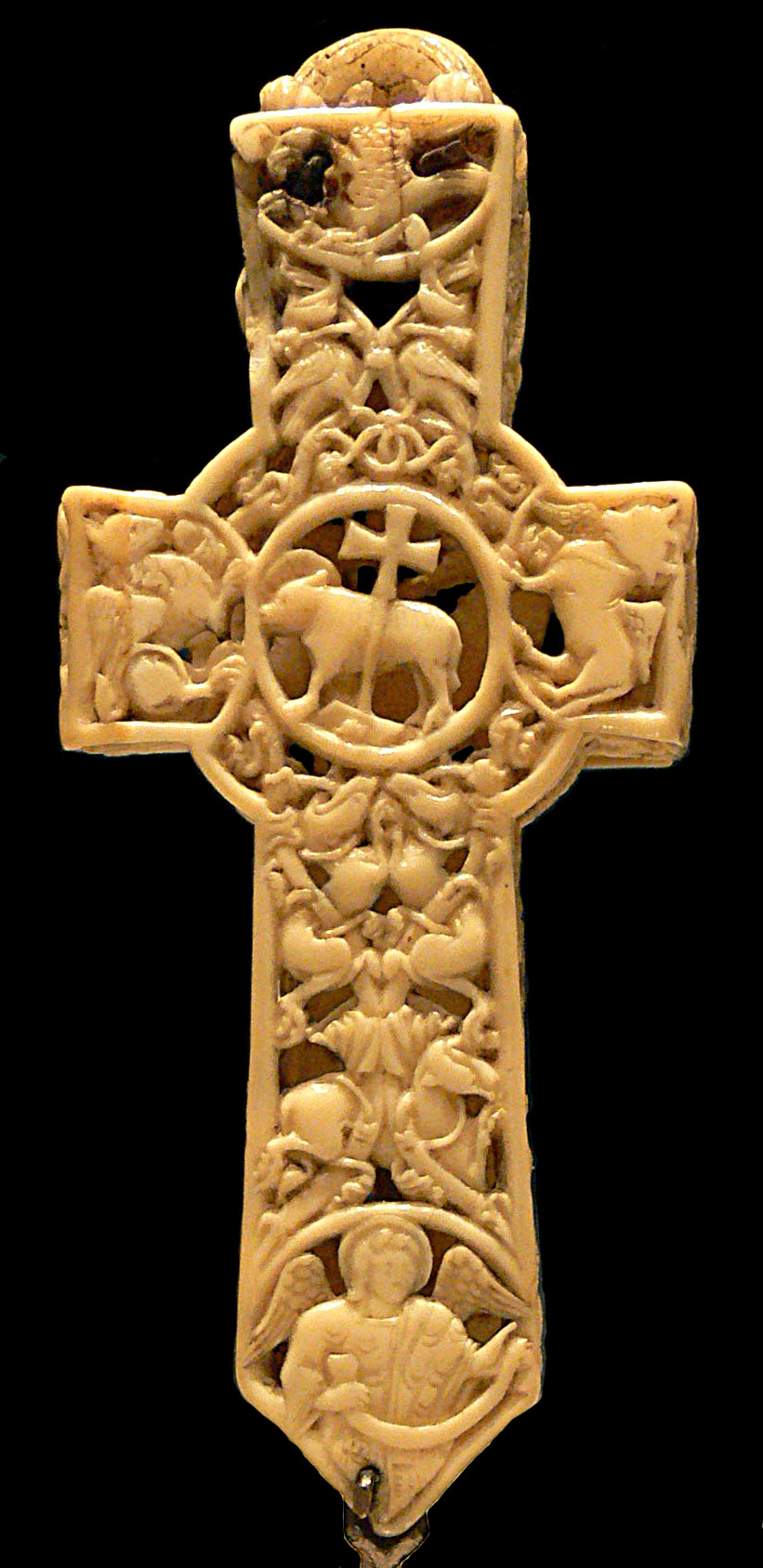
Reliquienkreuz, England, 11. Jhd.
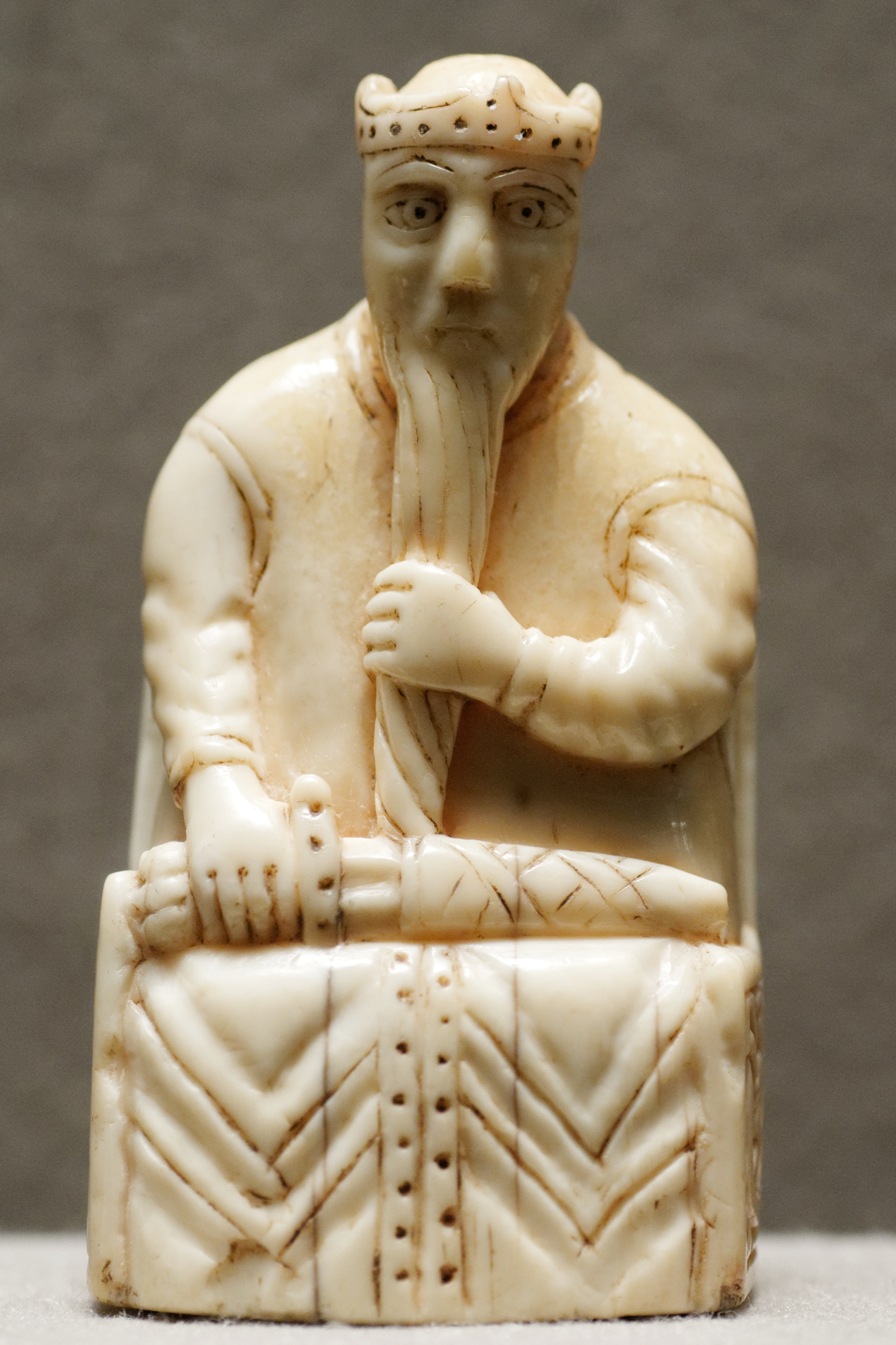
Schachfigur, 12. Jhd.
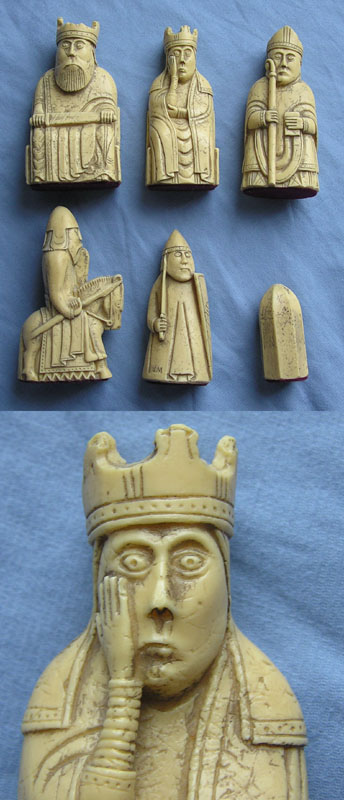
Schachfiguren, Norwegen, 12. Jhd.